# Romke de Vries
Romke Romke de Vries, (Oldenzaal, 7 juli 1908 - Den Haag, 25 juni 1997) was een Nederlands modernistisch architect.
Enkele door hem ontworpen bouwwerken:
- Het "Huis op de bunker", een woonhuis gebouwd op een bunker uit de Tweede Wereldoorlog, met tuin, aan de Ruychrocklaan 221 in Den Haag (Benoordenhout), 1951, staat op de Top 100 Nederlandse monumenten 1940-1958 van de Wederopbouw-periode, beschermd als rijksmonument
- Golf- en dijkwoningen, aan de Lijzijde in Dronten, 1959
- Viskwekerij, met woningen, aan de Karperweg in Lelystad, 1962.
- Openbare lagere school, Zuidbargerstraat 94 Zuidbarge, 1959, Provinciaal Monument.
- AKU woningen, aan de Sophielaan, het Meijerswegje en de Emmalaan te Emmen, 1956, Provinciaal Monument.
- Emmermeer, Emmen, 1950-1955.

Daarnaast is De Vries bekend van het ontwerpen van een flink aantal zeilbootjes, schepen en woonschepen waarvan de meeste tekeningen zijn gedoneerd aan het Fries Scheepvaart Museum.